# Olympische Sommerspiele 1988/Teilnehmer (Puerto Rico)
| Gelbes Symbol für Goldmedaillen mit stilisierten Olympischen Ringen | Graues Symbol für Silbermedaillen mit stilisierten Olympischen Ringen | Braundes Symbol für Bronzemedaillen mit stilisierten Olympischen Ringen |
| ------------------------------------------------------------------- | --------------------------------------------------------------------- | ----------------------------------------------------------------------- |
| —                                                                   | —                                                                     | —                                                                       |

Puerto Rico nahm an den Olympischen Sommerspielen 1988 in Seoul, Südkorea, mit einer Delegation von 47 (44 Männer und drei Frauen) teil.

## Teilnehmer nach Sportarten

### Basketball
- Herrenteam
7. Platz

- Kader
Ángel Cruz
Edgar de León
Federico López
Francisco de León
Jerome Mincy
José Rafael Ortíz
Juan Ramón Rivas
Mario Moráles
Ramón Ramos
Raymond Gause
Roberto Ríos
Vicente Ithier

### Bogenschießen
- Miguel Pedraza
Einzel: 67. Platz

- Gloria Rosa
Frauen, Einzel: 54. Platz

### Boxen
- Luis Rolón
Halbfliegengewicht: 17. Platz

- Andy Agosto
Fliegengewicht: 9. Platz

- Felipe Nieves
Bantamgewicht: 17. Platz

- Esteban Flores
Federgewicht: 17. Platz

- Héctor Arroyo
Leichtgewicht: 9. Platz

- Víctor Pérez
Halbweltergewicht: 32. Platz

- Lionel Ortíz
Weltergewicht: 33. Platz

- Rey Rivera
Halbmittelgewicht: 5. Platz

- Nelson Adams
Halbschwergewicht: 9. Platz

- Harold Arroyo
Superschwergewicht: 9. Platz

### Gewichtheben
- Angel Arroyo
Federgewicht: 10. Platz

- William Letriz
Halbschwergewicht: 13. Platz

### Judo
- Luis Martínez
Superleichtgewicht: 20. Platz

- Víctor Rivera
Halbleichtgewicht: 34. Platz

- Angelo Ruiz
Leichtgewicht: 19. Platz

- Jorge Bonnet
Mittelgewicht: 9. Platz

### Leichtathletik
- Edgardo Guilbe
200 Meter: Halbfinale

- Domingo Cordero
400 Meter Hürden: Vorläufe

- Rey Quiñones
Weitsprung: In der Qualifikation ausgeschieden

- Ernesto Torres
Dreisprung: 33. Platz in der Qualifikation

- Madeline de Jesús
Frauen, Weitsprung: 23. Platz in der Qualifikation

### Reiten
- Thomas Wilson
Vielseitigkeit, Einzel: DNF

### Ringen
- Ubaldo Rodríguez
Mittelgewicht, griechisch-römisch: Gruppenphase
Mittelgewicht, Freistil: Gruppenphase

- Carlos Negrón
Fliegengewicht, griechisch-römisch: Gruppenphase

### Rudern
- Juan Félix
Einer: Viertelfinale

### Schießen
- Jorge Bracero
Kleinkaliber, liegend: 36. Platz

- Luis Garrido
Trap: 42. Platz

### Schwimmen
- Manuel Guzmán (Schwimmer)
50 Meter Freistil: 24. Platz
100 Meter Freistil: 24. Platz
100 Meter Rücken: 15. Platz

- Salvador Vassallo
200 Meter Freistil: 36. Platz
400 Meter Freistil: 15. Platz
400 Meter Lagen: 20. Platz

- Rita Garay
Frauen, 200 Meter Freistil: 33. Platz
Frauen, 400 Meter Freistil: 28. Platz
Frauen, 800 Meter Freistil: 27. Platz
Frauen, 100 Meter Rücken: 31. Platz
Frauen, 200 Meter Rücken: 24. Platz

### Segeln
- Osvaldo Alcaide
Windsurfen: 23. Platz

- Quique Figueroa
Tornado: 13. Platz

- Oscar Mercado
Tornado: 13. Platz